# Tancon
 (février 2017).
- Si vous ne connaissez pas le sujet, laissez ce bandeau (vous pouvez alors contacter les auteurs).
- Si vous supprimez le contenu mis en cause (vous pouvez préalablement contacter les auteurs),

argumentez précisément cette suppression dans la page de discussion
(un manque de référence n'est pas un argument ; une recherche réelle de référence doit avoir été effectuée, être formellement documentée).
Tancon est une commune française située dans le département de Saône-et-Loire, en région Bourgogne-Franche-Comté.

## Géographie
La commune de Tancon, dans le département de Saône-et-Loire, l'arrondissement de Charolles et le canton de Chauffailles est une des plus méridionales de la région Bourgogne-Franche Comté. Son territoire, de dimension modeste -9,48 km2 - est très étiré du nord-est au  sud-ouest, sur 6,3 km, se terminant  au sud-ouest par un long pédoncule le long de la rivière le Botoret ; cet espace municipal  constitue ainsi une sorte de trait d'union entre les deux villes de Chauffailles et de Charlieu, celle-ci dans le département voisin de la Loire, pourtant distantes, par la route, de 18 km : 2,5 km seulement séparent sa limite nord-est du quartier de Vitron à l'entrée de Chauffailles et sa limite sud-ouest se trouve 4 km de l'entrée de Charlieu.
La commune de Tancon est limitrophe de non moins que de 8 autres communes. Bien que son territoire confine au département de la Loire seule la commune de Maizilly, située dans ce département, est sa voisine au sud (mais 150 mètres à peine le séparent d'une autre commune ligérienne celle de Saint-Denis-de-Cabanne). Les sept autres appartiennent à la Saône-et-Loire, à savoir au nord Chassigny-sous-Dun, à l'est Chauffailles et Saint-Igny-de-Roche, au sud Coublanc, à l'ouest Saint-Martin-de-Lixy, Châteauneuf et Saint-Maurice-lès-Châteauneuf. Il n'en reste pas moins que lorsque, quittant Tancon pour Maizilly en franchissant la rivière le Botoret  on traverse le fameux « millefeuilles » administratif français puisqu'on change donc de commune mais aussi d'arrondissement, de département et de région en passant de Bougogne-Franche Comté à Rhone-Alpes-Auvergne. D'autre part sa situation très excentrée dans son département et dans sa région fait que Tancon se trouve ainsi séparée par 290 km seulement de la Méditerranée à vol d'oiseau quand Dijon, la capitale régionale, est tout de même à 140 km.
C'est du côté de l'hydrographie qu'il faut chercher l'origine de la configuration quelque peu inhabituelle du territoire communal de Tancon  et tout spécialement du côté de la rivière le Botoret. Ce cours d'eau qui coule ici du nord-est au sud-ouest traversant la commune puis lui servant de limite sur 7 km au total en a en effet déterminé la morphologie : sur sa rive droite un long versant  s'étire dans la même direction que la rivière sur toute la longueur du territoire communal, sa superficie - 5 km2 - représentant la moitié de celle de la commune. Ce versant  s'élève en pente douce vers une échine surbaissée qui représente elle-même l'ossature du territoire municipal. La rivière passe de la cote d'altitude 355 m à son entrée à Tancon à 300 m un peu en aval du lieudit Michaudon (on met à part l'appendice sud-ouest du territoire communal qui n'est pas concerné par ledit versant n'étant formé que par la vallée alluviale du Botoret). L'échine centrale quant à elle se tient entre 441 m au nord-est (culmen de l'aire municipale), 394 m au bourg de Tancon, placé ainsi à cheval sur cette dorsale,  et 350 m au sud-ouest. La dénivelée sur ce versant est donc de 86 m en amont avec une pente douce d'environ 5,5 % et de 70 m en aval mais  avec une pente bien plus forte (environ 17 %) là où la rivière s'encaisse.
Cette échine centrale représente le faîte d'un large interfluve entre les trois cours d'eau que sont le Botoret, la rivière de Mussy et la Sornin et qui s'étend hors de Tancon sur le territoire de Saint-Maurice-lès-Châteauneuf, Châteauneuf et Saint-Martin de Lixy. Tancon ne possède  qu'une petite partie (2,3 km2) du versant nord-ouest de cet interfluve descendant vers le Sornin et la rivière de Mussy l'extrême nord de son territoire confinant ce dernier cours d'eau vers 320 m d'altitude au-delà du lieudit la Seppe.
Une autre partie, bien délimitée, au sud de la commune est constituée par l'interfluve qui sépare le Botoret de son affluent l'Aron ; il s'agit d'ailleurs d'un secteur rétréci de cet interfluve juste avant le confluent des deux cours d'eau (l'espace entre les deux rivières est beaucoup plus large en amont sur la commune de Saint-Igny-de-Roche). Plus surbaissé encore que l'interfluve Botoret-Sornin il consiste en un petit bombement dont la ligne de faîte se tient entre 375 m en son milieu et les 335 m du confluent vers lequel il plonge doucement au lieudit Moulin Milan, confluent qui se trouve à la limite de la commune mais sur son territoire. La dénivelée est de 40 m environ entre la ligne de faîte et chacune des deux rivières et la pente dans les deux cas avoisine les 8 %. Cet interfluve couvre 2,2 km2 sur le territoire de Tancon. Un kilomètre en amont de son confluent avec la Botoret l'Aron avait reçu sur sa rive gauche, là encore sur la limite sud de la commune de Tancon, un petit tributaire, le Pontbrenon venant d'Écoche (Loire) à travers le territoire de Coublanc. L'altitude moyenne de la commune est finalement de 363 m.
La nature géologique de ses terrains, essentiellement cristallins, inclut l'aire communale de Tancon dans l'ensemble du massif beaujolais même si elle n'appartient qu’à la  marge de ce massif. Le granit forme le substrat de l'aire communale, jalonné de rares failles de direction nord-sud ou sud-est-nord-ouest, et cesse d'affleurer sur les limites ouest de la commune là où commence à s'imposer le revêtement argilo-calcaire dans lequel sont modelées les collines du Charluais  Le granit est cependant  recouvert d'une formation argileuse de plateau dans le secteur du bourg et de colluvions argilo-sableuses de versant à la limite de Saint-Martin-de-Lixy ; des calcaires gréseux ou marneux affleurent en une étroite bande au dessus du Botoret vers le lieudit Michaudon. Enfin des alluvions anciennes tapissent assez largement le fond de vallée du Botoret et le couloir plus étroit de l'Aron.
Trois cours d'eau concernent la commune, pleinement le Botoret, marginalement l'Aron, ou indirectement le Pontbrenon. L'artère maitresse est représentée par le Botoret dont le débit moyen - tel qu'observé en juillet 2005 -  est de 85,6 litre par seconde avant la réception de son tributaire l'Aron (avec un étiage de 35 l/s) et de presque 100 l/s en aval à l'endroit où il quitte la commune (avec un étiage de 71 l/s). Son affluent l’Aron est un cours d’eau au débit important, supérieur à celui de la rivière qu’il alimente à l’endroit du confluent : 99 l/s (avec un étiage il est vrai assez marqué de 29 l/s). Le sous-affluent du Botoret par l’Aron, le Pontbrenon, est quant à lui un ruisseau au débit plus modeste : 32,5 l/s  (avec un étiage très marqué de 9 l/s).
L'altitude modérée qui contraint moins qu'en montagne à abandonner d'importantes surfaces à la forêt, les qualités pédologiques des terrains argileux d'une partie de son territoire ainsi que les alluvions de vallées propices à l'agriculture ont occasionné un défrichement généralisé du territoire de Tancon et le taux de boisement de la commune est faible, nettement inférieur à 10 %. Les hectares boisés se rencontrent naturellement sur les hauteurs du nord de la commune.
Situé entre les deux sillons du Botoret-Aron et du Sornin empruntés par des routes fréquentées le bourg de Tancon n'est directement desservi par aucune d'elles. Une seule voie passante, la route départementale 83 traverse le sud du territoire communal. Elle constitue  est une partie de l'itinéraire reliant la vallée de la Loire et celle de la Saône à travers les Monts du Beaujolais mais ne suivant la vallée de l'Aron que sur une distance de moins d'un kilomètre et demi elle reste étrangère à la vie locale.
À l'autre extrémité de la commune, la D 8 qui joint Chauffailles à Châteauneuf, constituant une sorte de bretelle entre les voies passantes des deux vallées du Botoret et du Sornin, en traverse le nord sur un peu moins de 2 km en passant par le hameau de la Croix de la Rive.
Une seule route départementale, la D 383, dessert le bourg de Tancon, et traverse véritablement la commune sur un peu moins de 3 km ; venant de Saint-Igny-de-Roche à l'est, elle se dirige sur Châteauneuf à l'ouest et constitue elle aussi une bretelle entre les deux vallées voisines.
L'artère centrale de la commune est en réalité un simple chemin vicinal au tracé presque rectiligne ; il relie sur plus de 8,5 km les confins de Chassigny-sous-Dun et de Chauffailles à Saint-Denis-de-Cabanne dans la Loire. À Tancon, il entre sur le territoire municipal à la Croix de la Rive au nord-ouest où il croise la D 8, et après avoir constitué la rue principale du bourg, le quitte au lieu-dit le Haut du Pin au bout d’un tronçon de plus de 3 km.
Aucun service d'autocar ne dessert la commune, comme c'est d'ailleurs les cas de beaucoup de petites localités de nos régions.
L'offre ferroviaire est représentée pour les habitants de Tancon par deux gares. Celle de Chauffailles sur la ligne de Lyon à Paray-le-Monial et au-delà de Nevers est située à 8 km seulement du bourg ; celle de Roanne, distante de 24 km, se trouve sur la ligne de Lyon à Paris par Saint-Germain-des-Fossés. Enfin le TGV est accessible à la gare de Montchanin, à un peu plus de 100 km en utilisant le bus SNCF à partir de Pouilly-sous-Charlieu.
L'évolution de la démographie à Tancon a été marquée comme celle de bien des communes rurales françaises par trois quarts de siècle d'essor culminant vers 1866, époque où le nombre d'habitants s'élevait à 1 064, et ensuite par plus d'un siècle de déclin de sa population. Effet de l'exode rural lui-même lié à la révolution industrielle (le développement de l'industrie textile dans le Roannais) et aussi de la saignée consécutive à la Première Guerre mondiale le nombre d'habitants était tombé aux environs de 400 en 1975, soit une diminution de près des deux tiers de sa substance démographique ; encore ce déclin a-t-il été limité par rapport à celui qui a affecté certaines communes de la montagne beaujolaise vidées dans le même laps de temps des trois quarts de leur population. Depuis une quarantaine d'années un redressement de cette situation s'est accompli, au rythme très modéré de 1 % par an qui a culminé en 2011 portant le nombre d'habitants de la commune à 576 suivi d'un léger repli (563 personnes en 2014).
Tancon appartient à une région de transition entre le Roannais et le Brionnais entre demi-bocage et bocage véritable où la dispersion de l'habitat est la règle. Dans cette configuration le bourg ne groupe toujours qu'une part restreinte des habitants (une trentaine de personnes dans le cas de Tancon, soit à peine 5 % des habitants de la commune) le reste se dispersant entre un certain nombre d'écarts répartis sur toute l'aire municipale puisque le relief n'est pas assez accidenté pour avoir jamais fait quelque part obstacle au peuplement.
Plus de vingt noyaux d'habitat se partagent la répartition de la population de cette commune. Les plus importants sont des hameaux constitués : la  Cornerie, et l'ensemble la Croix de la Rive- Roure-le Chardru, le Chalut dans la partie nord de la commune, le Haut du Pin, Michaudon, Fargeot, Moulin Milan-les Murs et Vertpré dans la partie sud. L'habitat est par ailleurs dispersé en multiples lieudits ne rassemblant que quelques maisons le plus souvent assez espacées : la Seppe, les Brosses, le Sablon, la Motte, Botoret, le Chênevert, Clairmatin, en Farginet, Verchère, Gallichons, Barnay, Enfin trois lieudits Champ d‘Alouette, Janvier, la Gérie, constituent de véritables quartiers périphériques du bourg comme d’ailleurs les ensembles pavillonnaires plus récents d'Angelin et des Grandes Maisons.
Tancon demeure un espace agricole actif. Tandis qu'en 2010 existaient encore 14 exploitations la concentration qui s'est produite ici comme ailleurs dans les campagnes a réduit à 7 le nombre de ces exploitations. Ces 7 exploitations actuelles se partagent les 820 hectares (745 en 2010) de la surface agricole utile de la commune. Cette proportion de  près de 90 % de la  surface de la commune, 86,5 plus précisément,  supérieure à celle de beaucoup de communes des environs témoigne de la fertilité du terroir local. Compte tenu du fait que des parcelles sont exploitées par des agriculteurs extérieurs à la commune on peut estimer à un peu plus de 110 ha (53 il y quelques années) la surface moyenne d'une exploitation agricole à Tancon, dimension  assez courante de nos jours dans la région du moins dans la zone des basses collines du Roannais. Situation habituelle dans le Nord-Est roannais les surfaces en herbe - 578 ha soit 70 % de la SAU - l'emportent dans la proportion des 3/4 sur les labours (167 ha, 20  % de la SAU. L'élevage bovin compte pour l'essentiel et la production se partage entre le lait et la viande avec prédominance de cette dernière mais 'activité agricole prend aussi la forme traditionnelle de la polyculture dans plusieurs de ces exploitations.
Au regard de l'agriculture les activités artisanales tiennent une place plus modeste à Tancon. Au bourg une entreprise se consacre à la fabrication et à la vente de  remorques et d'épandeurs. À Michaudon une petite unité existe de production hydroélectrique sur chute d'eau. Enfin au lieudit Champ d'Alouette l'artisanat d'art est représenté par de la peinture sur bois.
Les activités tertiaires rassemblent un café-restaurant au bourg, la  vente de fromages à Vertpré, la visite de sites par transport hippomobile à partir du lieudit les Murs et enfin par une chambre d'hôtes et trois gites ruraux.
Au lieudit Michaudon exista jadis une importante usine textile dont les bâtiments furent utilisés ensuite par une entreprise de conditionnement d'œufs. On peut rappeler à ce propos que des étranglements de vallées tel celui du Botoret à Michaudon furent jadis utilisés dans la région  par l'industrie qui y trouvait avec les chutes d'eau des conditions propices à la vapeur (comme à Cadolon sur l'Aron et une peu plus loin dans la Loire au bas de Sevelinges sur la Trambouze, aux Filatures de Saint-Vincent-de-Reins dans le Rhône).

### Climat
Pour des articles plus généraux, voir Climat de la Bourgogne-Franche-Comté et Climat de Saône-et-Loire.
En 2010, le climat de la commune est de type climat océanique dégradé des plaines du Centre et du Nord, selon une étude du Centre national de la recherche scientifique s'appuyant sur une série de données couvrant la période 1971-2000. En 2020, Météo-France publie une typologie des climats de la France métropolitaine dans laquelle la commune est exposée à un climat de montagne ou de marges de montagne et est dans la région climatique Centre et contreforts nord du Massif Central, caractérisée par un air sec en été et un bon ensoleillement.
Pour la période 1971-2000, la température annuelle moyenne est de 10,5 °C, avec une amplitude thermique annuelle de 16,7 °C. Le cumul annuel moyen de précipitations est de 888 mm, avec 12 jours de précipitations en janvier et 7,9 jours en juillet. Pour la période 1991-2020, la température moyenne annuelle observée sur la station météorologique de Météo-France la plus proche, « Charlieu », sur la commune de Charlieu à 8 km à vol d'oiseau, est de 11,6 °C et le cumul annuel moyen de précipitations est de 769,3 mm. 
La température maximale relevée sur cette station est de 41 °C, atteinte le 24 juillet 2019 ; la température minimale est de −16 °C, atteinte le 13 janvier 2003,,.
Les paramètres climatiques de la commune ont été estimés pour le milieu du siècle (2041-2070) selon différents scénarios d'émission de gaz à effet de serre à partir des nouvelles projections climatiques de référence DRIAS-2020. Ils sont consultables sur un site dédié publié par Météo-France en novembre 2022.

## Urbanisme

### Typologie
Au 1er janvier 2024, Tancon est catégorisée commune rurale à habitat dispersé, selon la nouvelle grille communale de densité à sept niveaux définie par l'Insee en 2022.
Elle est située hors unité urbaine. Par ailleurs la commune fait partie de l'aire d'attraction de Chauffailles, dont elle est une commune de la couronne,. Cette aire, qui regroupe 9 communes, est catégorisée dans les aires de moins de 50 000 habitants,.

### Occupation des sols
L'occupation des sols de la commune, telle qu'elle ressort de la base de données européenne d’occupation biophysique des sols Corine Land Cover (CLC), est marquée par l'importance des territoires agricoles (93,1 % en 2018), une proportion identique à celle de 1990 (93,1 %). La répartition détaillée en 2018 est la suivante : prairies (68,5 %), zones agricoles hétérogènes (24,5 %), forêts (4,2 %), zones urbanisées (2,7 %). L'évolution de l’occupation des sols de la commune et de ses infrastructures peut être observée sur les différentes représentations cartographiques du territoire : la carte de Cassini (XVIIIe siècle), la carte d'état-major (1820-1866) et les cartes ou photos aériennes de l'IGN pour la période actuelle (1950 à aujourd'hui).

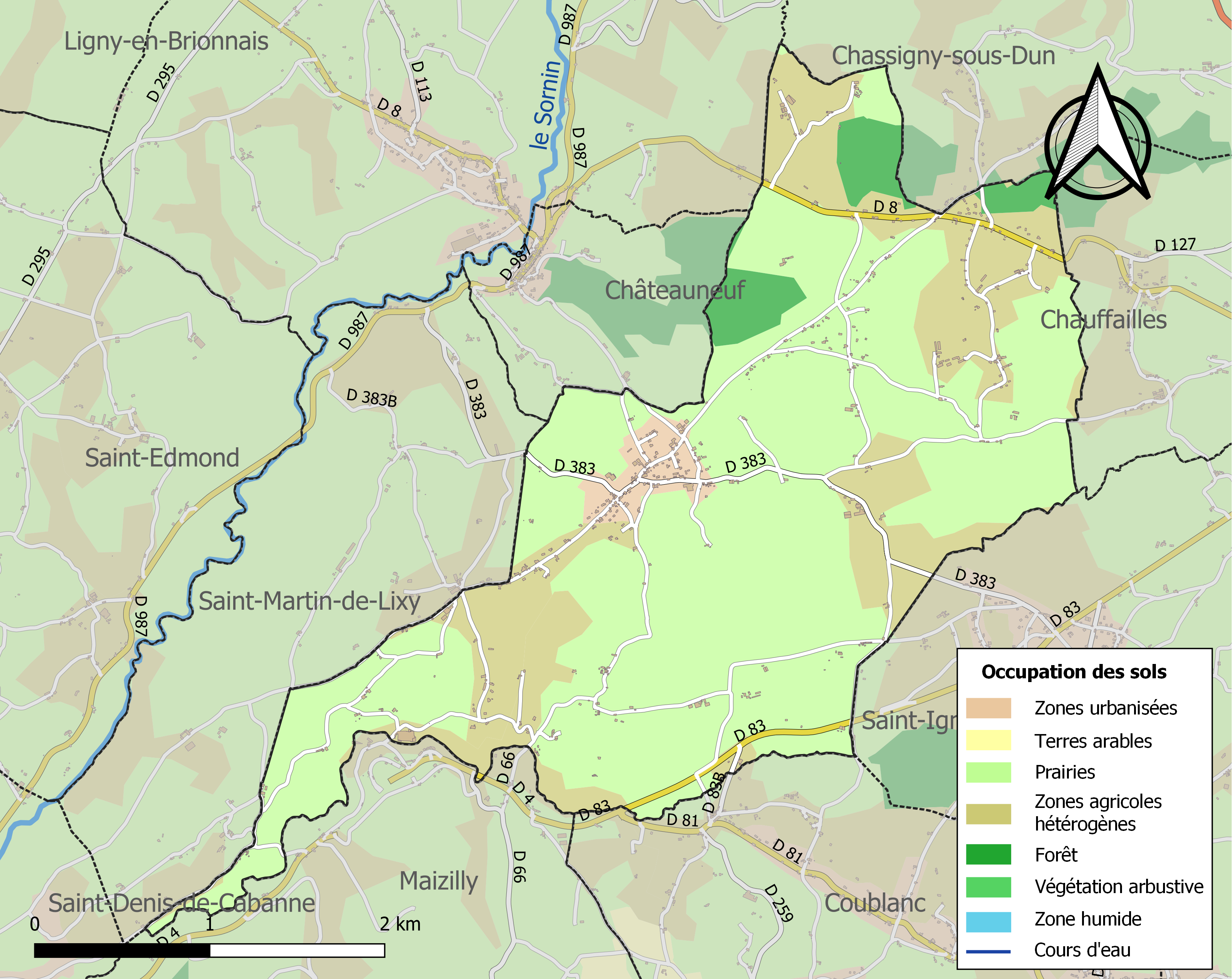
Carte des infrastructures et de l'occupation des sols de la commune en 2018 (CLC).

## Histoire
Dans l’ancien régime Tancon appartenait au diocèse, au bailliage et à la recette de Mâcon, et dépendait de la baronnie de Banchet-le-Château de l’archiprêtré de Charlieu. L'église contenait le tombeau des Damas, anciens seigneurs de Vertpré.

## Politique et administration
Le maire de Tancon se nomme monsieur Michel Gautheron.
| Période                                  | Période  | Identité         | Étiquette | Qualité |
| ---------------------------------------- | -------- | ---------------- | --------- | ------- |
| juin 1995                                | en cours | Michel Gautheron |           |         |
| Les données manquantes sont à compléter. |          |                  |           |         |

## Démographie
La commune s'étend sur 9,5 km2 et compte 591 habitants depuis le recensement de la population datant de 2007. Avec une densité de 62,3 habitants par km2, Tancon a connu une nette hausse de 23,1 % de sa population par rapport à 1999. 
L'évolution du nombre d'habitants est connue à travers les recensements de la population effectués dans la commune depuis 1793. Pour les communes de moins de 10 000 habitants, une enquête de recensement portant sur toute la population est réalisée tous les cinq ans, les populations de référence des années intermédiaires étant quant à elles estimées par interpolation ou extrapolation. Pour la commune, le premier recensement exhaustif entrant dans le cadre du nouveau dispositif a été réalisé en 2007.

En 2022, la commune comptait 556 habitants, en évolution de +1,46 % par rapport à 2016 (Saône-et-Loire : −1,06 %, France hors Mayotte : +2,11 %).
| 1793 | 1800 | 1806 | 1821 | 1831 | 1836 | 1841 | 1846 | 1851 |
| ---- | ---- | ---- | ---- | ---- | ---- | ---- | ---- | ---- |
| 666  | 570  | 910  | 891  | 940  | 887  | 895  | 910  | 937  |

| 1856 | 1861 | 1866  | 1872  | 1876  | 1881 | 1886 | 1891 | 1896 |
| ---- | ---- | ----- | ----- | ----- | ---- | ---- | ---- | ---- |
| 984  | 992  | 1 064 | 1 005 | 1 000 | 982  | 915  | 916  | 912  |

| 1901 | 1906 | 1911 | 1921 | 1926 | 1931 | 1936 | 1946 | 1954 |
| ---- | ---- | ---- | ---- | ---- | ---- | ---- | ---- | ---- |
| 861  | 854  | 832  | 604  | 602  | 560  | 561  | 496  | 471  |

| 1962 | 1968 | 1975 | 1982 | 1990 | 1999 | 2006 | 2007 | 2012 |
| ---- | ---- | ---- | ---- | ---- | ---- | ---- | ---- | ---- |
| 473  | 441  | 403  | 412  | 457  | 480  | 565  | 577  | 569  |

| 2017 | 2022 | - | - | - | - | - | - | - |
| ---- | ---- | - | - | - | - | - | - | - |
| 542  | 556  | - | - | - | - | - | - | - |

### Logements
En 2013, il existe 281 logements sur la commune (soit 24 de plus qu'en 2008), dont 219 sont des résidences principales, 36 des résidences secondaires et 25 sont des logements vacants. 278 logements sont des maisons et 3 des appartements.

## Économie et emploi
En 2013 le nombre d’emplois existants dans la commune est de 50 alors que le nombre de personnes résidant dans le commune et ayant un emploi est de 238.
Sur les 50 emplois sur le territoire communal, 34 sont des emplois salariés et 16 des non-salariés.
Au 31 décembre 2014, il existe 27 établissements actifs dans la commune dont 10 appartiennent à l’agriculture, 3 à l’industrie, 4  au secteur de la construction, 8 au commerce, transports et servies divers ; 2 à l’administration publique et santé.
En 1970 était installée sur le territoire de la commune une importante entreprise employant plus de cent salariés : les établissements Jalla (tissages-éponges).

## Culture locale et patrimoine

### Lieux et monuments
- Ruines de la maison forte de Verpré.
- L'église paroissiale[14] : l'église initiale était sous le vocable de saint Martin (en 1286) puis sous celui de saint Étienne.
En 1803, la paroisse est rattachée à celle de Châteauneuf, ce qui entraîne une forte opposition de la population, exprimée tant par des courriers du curé que par des délibérations communales. Une ordonnance du 25 novembre 1816 érige l'église de Tancon en chapelle, avec à sa tête un chapelain. Une seconde ordonnance du 21 novembre 1821 permet à l'ancienne paroisse de retrouver son existence. Le projet de reconstruction de l'église actuelle date de 1844. L'intérieur se compose d'une net et de collatéraux et d'une abside semi-circulaire. À l'extérieur, le clocher possède une baie sur chaque face et est couvert par une pyramide à quatre pans.
- L'ancienne école de filles : 
L'ancienne école de fille de Tancon est un immeuble construit entre 1908 et 1910 par l'architecte Jourdier, de Charolles.

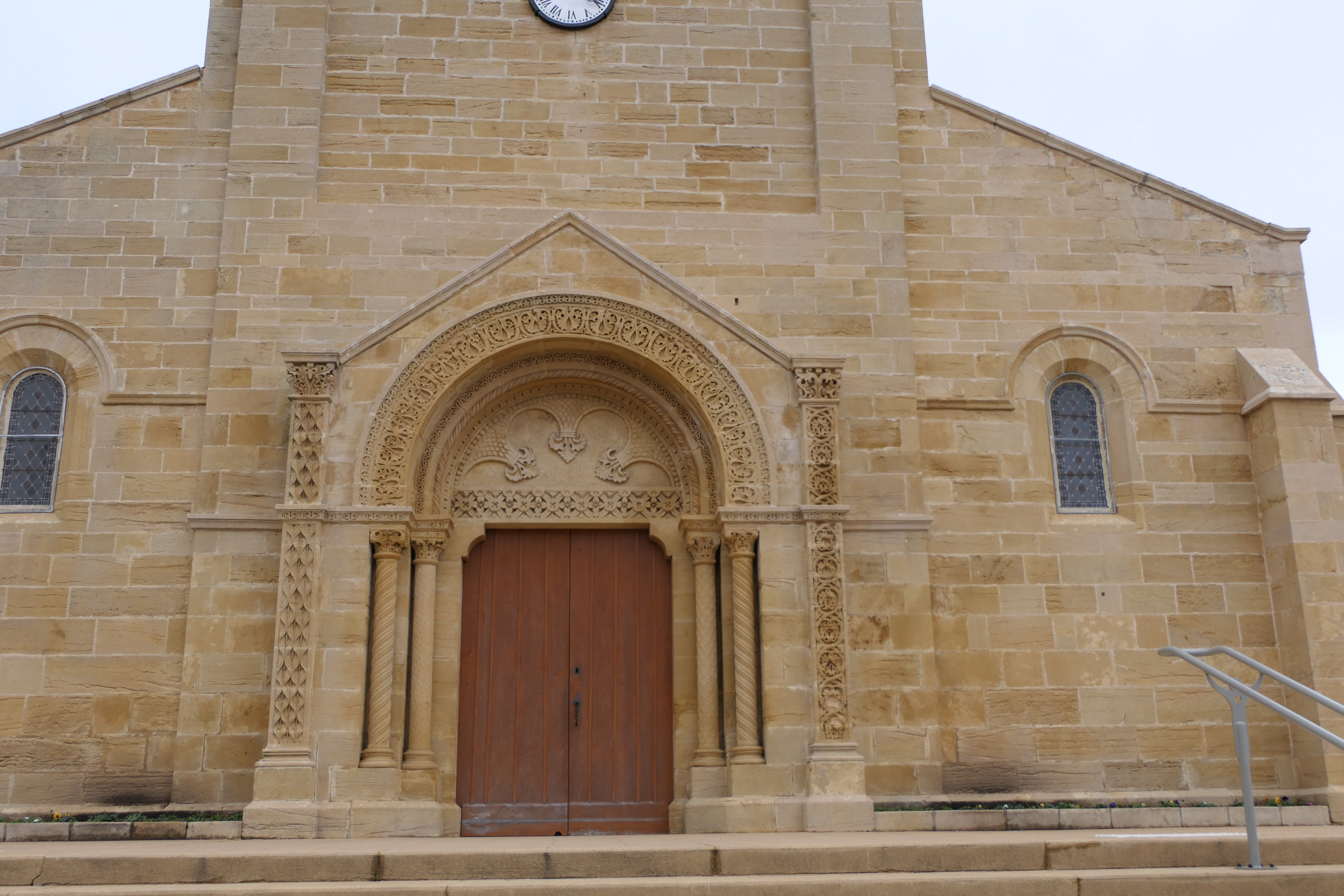
Façade de l'église (détail).
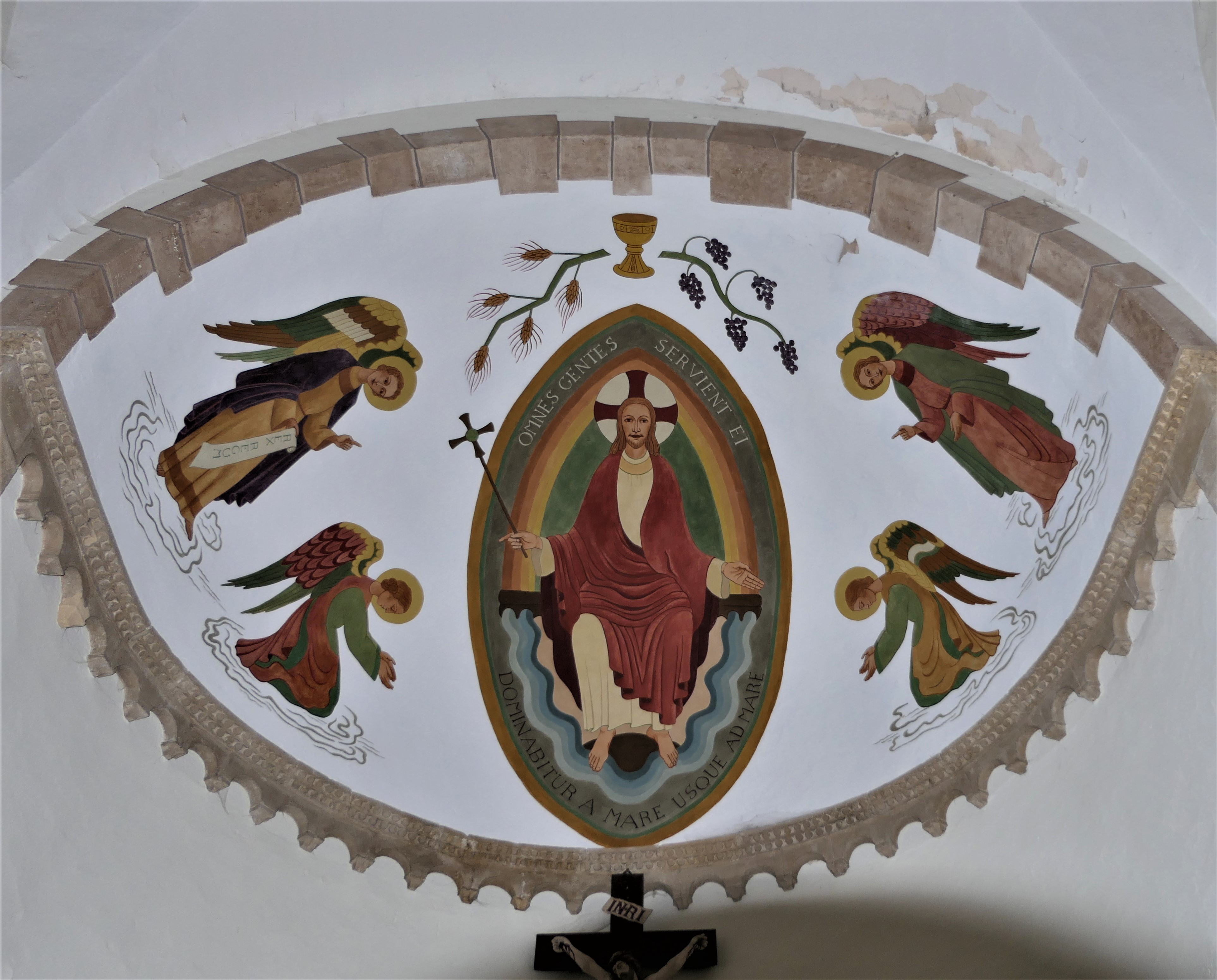
Fresque dans le chœur de l'église.
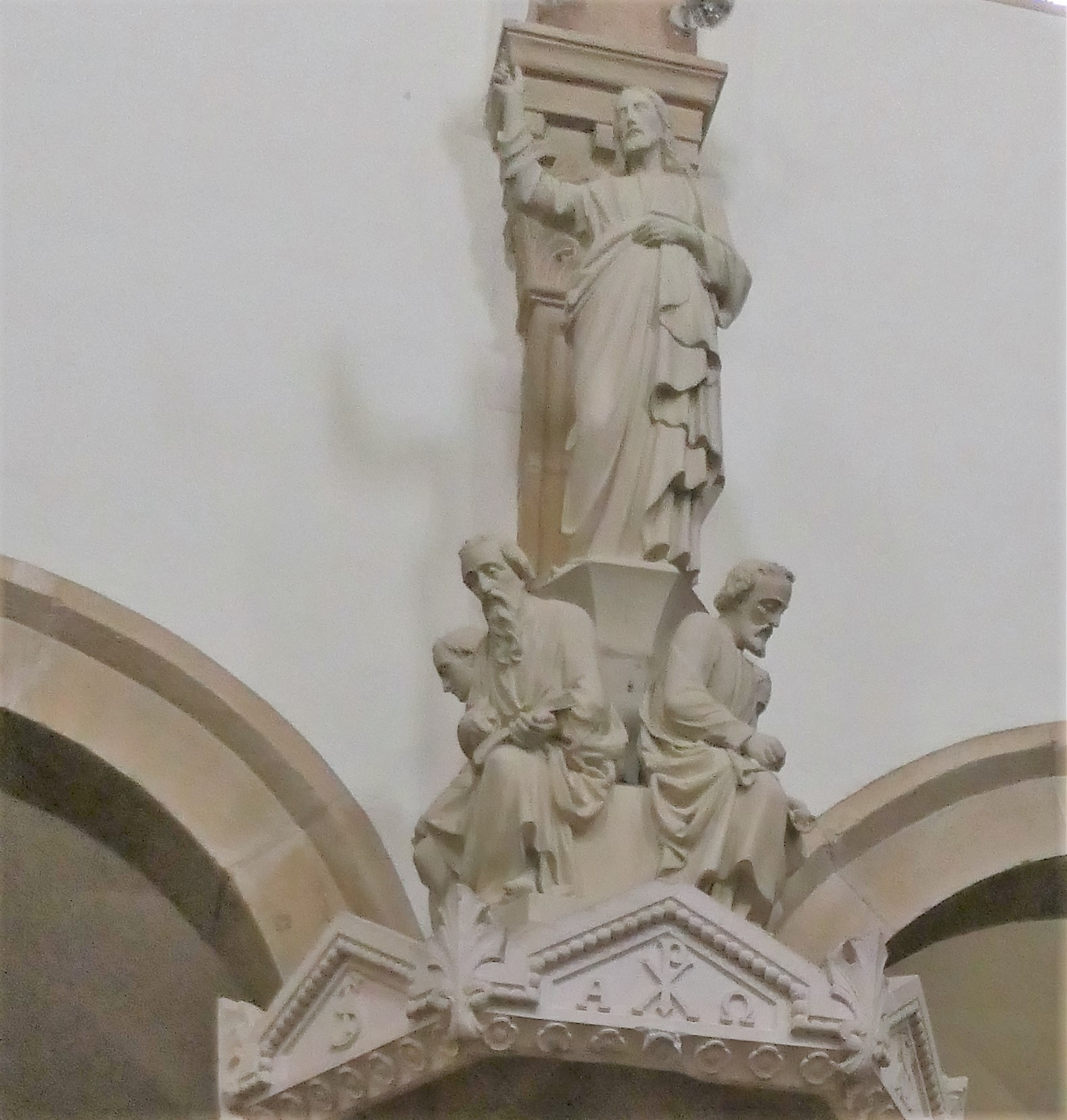
Sculpture surmontant, dans l'église, la chaire à prêcher.
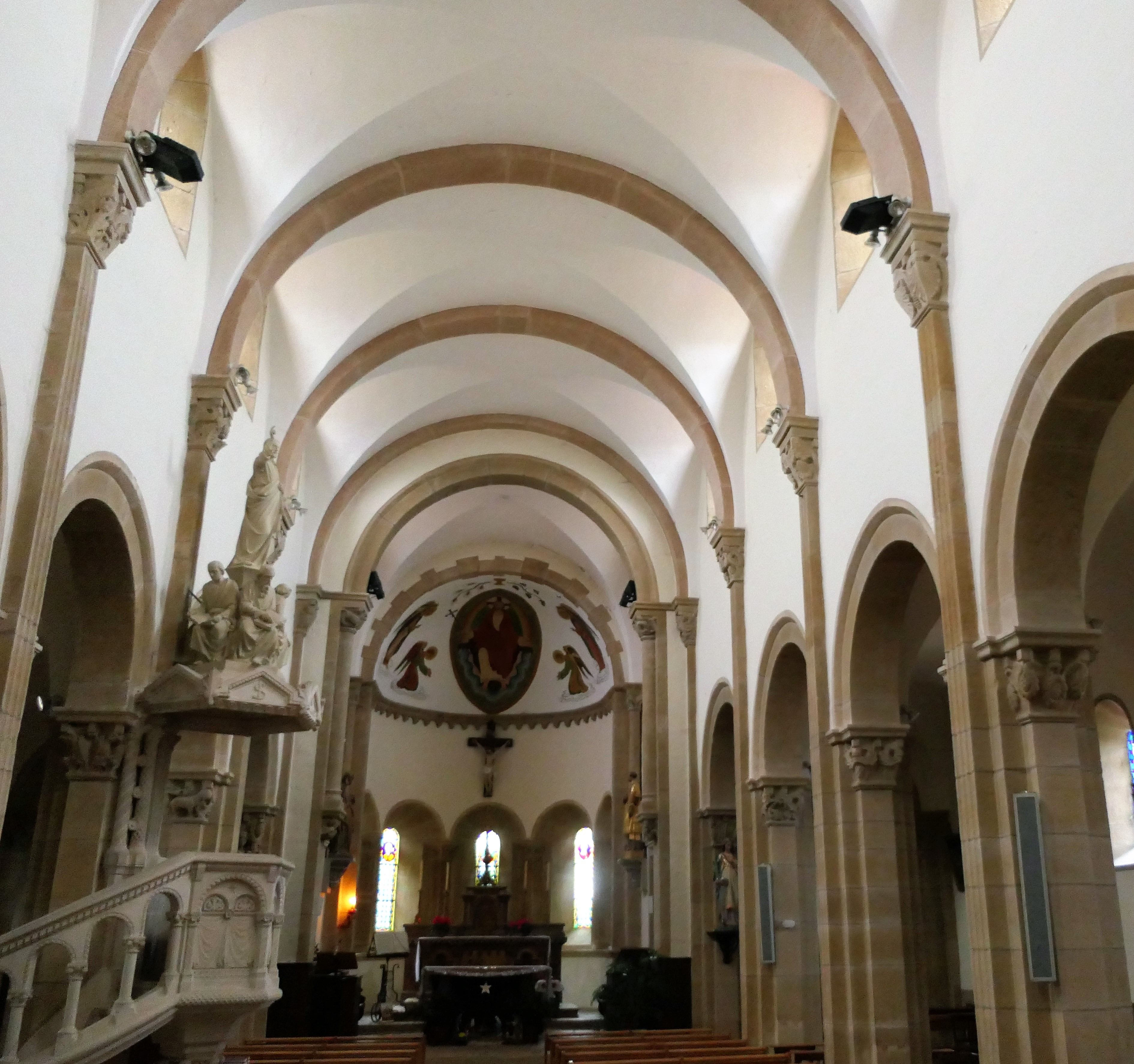
Nef de l'église.
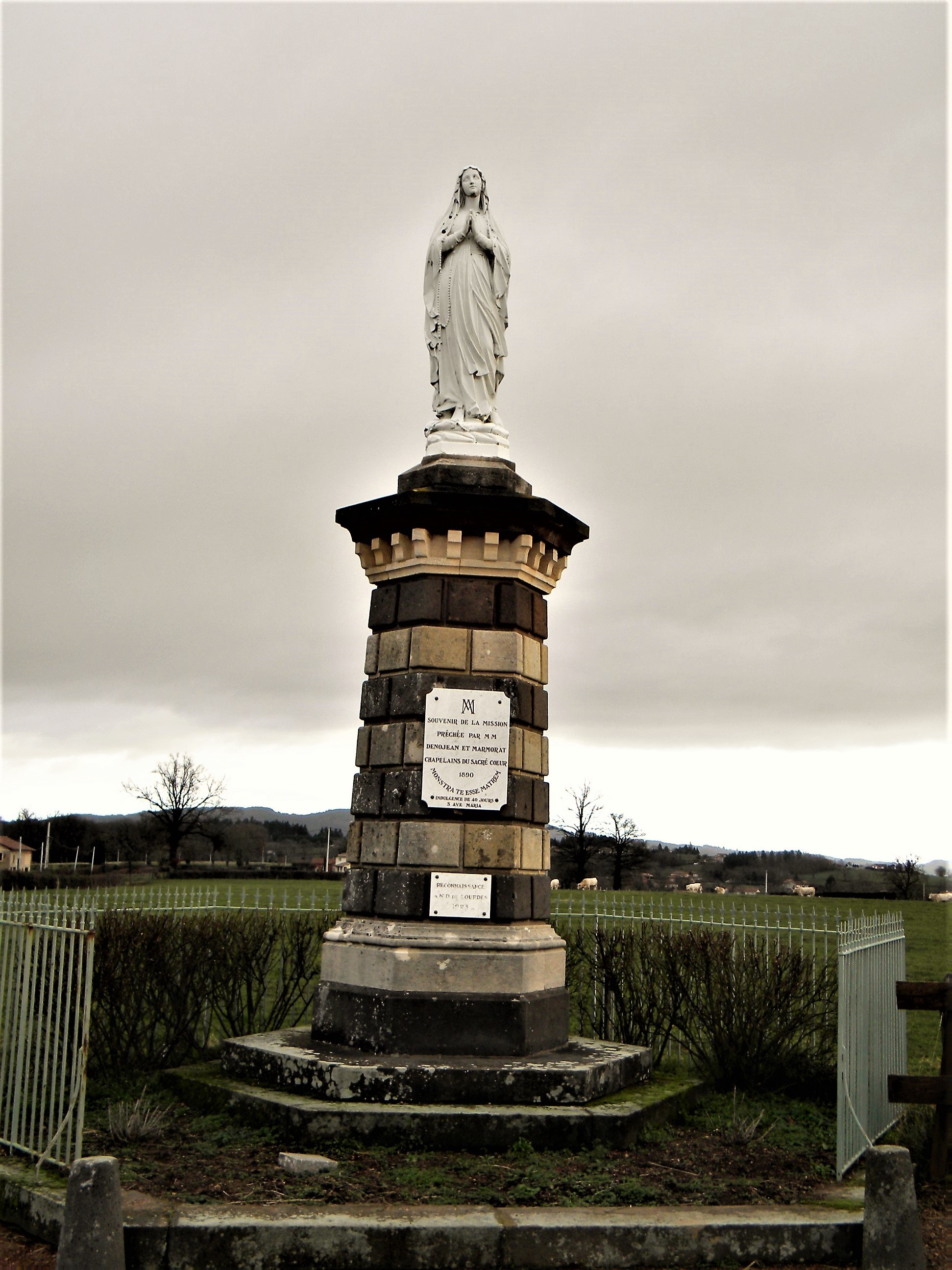
Stèle avec statue Notre-Dame.

### Héraldique
| Blason de Tancon | Blason  | De gueules à la croix ancrée d'or.               |
| Blason de Tancon | Détails | Le statut officiel du blason reste à déterminer. |

## Pour approfondir